# Xenone
Xenone o Senone (in greco antico: Ξένων?, Xénōn; Alessandria d'Egitto, III secolo a.C. – ...) è stato un grammatico greco antico dell'età ellenistica.

## Biografia
Seguace di Zenodoto e studioso di Omero, Xenone è noto soprattutto per essere stato, insieme ad Ellanico, uno dei due cosiddetti "corizonti" (in greco antico: χωρίζοντες?, "separanti") che si distaccarono dalla tesi sostenuta dai curatori della biblioteca di Alessandria d'Egitto, affermando che l'Iliade e l'Odissea erano state scritte da due poeti diversi e attribuendo ad Omero solo la prima.

## Opere
Non abbiamo testimonianze sicure delle opere di Xenone, se non in uno scolio omerico, in cui viene citato uno scritto di Aristarco di Samotracia Contro Xenone, dal che parrebbe di dedurre che il grammatico alessandrino avesse composto, sulla scia dell'edizione del maestro Zenodoto, un commentario omerico.